# ファム・ヴァン・チャ
ファム・ヴァン・チャ（ベトナム語: Phạm Văn Trà, 漢字: 范文茶, 1935年8月19日 - ）はベトナムの軍人、政治家。国防大臣、ベトナム共産党政治局員、党中央軍事委員会副書記を務めた。最終階級は大将。人民武装力量英雄。

## 経歴
1935年、バクニン省クエヴォー市社フーラン社に生まれ。1953年にベトナム人民軍に入隊。
ベトナム戦争末の1973年、第9軍区司令官レ・ドゥック・アイン大佐の下で、第1連隊長に任命。1975年12月から1977年、第9軍区第4師団参謀長、その後第330師団師団長兼参謀長を務めた。
1978年9月、高級軍事学院に入学。1980年8月、第330師団長に復職しカンボジアでクメール・ルージュ軍と戦った。1983年3月、979戦線副司令官。
1985年から1988年、第9軍区副司令兼参謀長を務めた。1988年6月、第3軍区副司令に任命。1989年から1993年、第3軍区司令官を務めた。
1991年、ベトナム共産党第7回党大会において中央委員に選出された。1993年12月、副総参謀長に任命。1995年12月より国防次官兼ベトナム人民軍総参謀長を務め、中将に昇進した。
1996年、第8回党大会において中央委員および政治局員に選出され、党内序列第11位となる。1997年12月、ドアン・クエ大将の退任により、後任の国防大臣に任命された。1999年、上将に任命。
2001年、第9回党大会において政治局員に再選出。2003年、大将に昇格。
第9、10、11期国会議員。
2006年6月28日、国会において国防大臣の職を解任された。

## 顕彰
- 1976年、「人民武装力量英雄」称号を授与[6]
- ベトナム国家より一等軍功勲章、二等及び三等戦功勲章を授与
- 一等イサラ勲章（ラオス人民民主共和国における党・国家の高級勲章、2005年3月2日）
- ベトナム共産党創立50年記章

## 処罰
2001年3月13日から3月24日まで首都ハノイで開催されたベトナム共産党第8期中央委員会第11回総会（第2部）は、軍の紀律に関連し、ファム・ヴァン・チヤ政治局員、国防大臣の管理責任を問い、「譴責」処分を決定した (Trích Nghị quyết Hội nghị TƯ VIII.11.2)。